# Climacteris
Climacteris – rodzaj ptaków z rodziny korołazów (Climacteridae).

## Zasięg występowania
Rodzaj obejmuje gatunki występujące w Australii.

## Morfologia
Długość ciała 14–19 cm; masa ciała 21–44 g.

## Systematyka
Rodzaj zdefiniował w 1820 roku holenderski przyrodnik Coenraad Jacob Temminck w pierwszym tomie swojej publikacji Manuel d’ornithologie. Gatunkiem typowym jest korołaz brunatny (Climacteris picumnus).

### Etymologia
- Climacteris: gr. κλιμακτηρ klimakter, κλιμακτηρος klimakteros „drabina”[7].
- Whitlocka: Frederick Bulstrode Lawson Whitlock (1860–1953), angielski ornitolog, kolekcjoner, który osiadł w Australii w 1901 roku[8]. Typ nomenklatoryczny: Climacteris melanura Gould, 1843.
- Neoclima: gr. νεος neos „nowy”; rodzaj Climacteris Temminck, 1820[9]. Typ nomenklatoryczny: Climacteris picumnus Temminck, 1824.
- Climacterobates: zbitka wyrazowa nazw rodzajów: Climacteris Temminck, 1820 i Cormobates Mathews, 1922[10]. Typ nomenklatoryczny: Climacteris erythrops Gould, 1841.

### Podział systematyczny
Do rodzaju należą następujące gatunki:
- Climacteris erythrops Gould, 1841 – korołaz rudobrewy
- Climacteris affinis Blyth, 1863 – korołaz białobrewy
- Climacteris rufus Gould, 1841 – korołaz rdzawy
- Climacteris picumnus Temminck, 1824 – korołaz brunatny
- Climacteris melanurus Gould, 1843 – korołaz ciemny